# Пакт „Бриан – Келог“
Пактът „Бриан – Келог“ или „Келог – Бриан“ е популярното название на Договора за отказване от войната като средство на държавната политика, сключен в Париж на 27 август 1928 г.
Подписан е от 11 страни (държави и доминиони): Австралия, Великобритания, Германия, Индия, Ирландия, Италия, Канада, Нова Зеландия, САЩ, Чехословакия и Южна Африка. През май 1929 г. Полша, Белгия и Франция също се включват, а през април – и Япония. Общо е подписан от 62 страни, включително България – пактът е одобрен с Указ № 12 на Цар Борис III от 5 юли 1929 г. и влиза в сила за България от 25 юли 1929 г. Подписан е и от СССР на 6 септември 1928 г.
Изготвен е по идея на френския министър на външните работи Аристид Бриан и американския държавен секретар Франк Келог през 1927 г. и е завършен към 10-годишнината от включването на САЩ в Първата световна война. Влиза в сила на 24 юли 1929 г.